# Zviahel
Zviahel (em ucraniano:  Звягель, em iídiche:  זוויל, translit. Zvil; em polonês/polaco:  Zwiahel; em 1795-2022 Novohrad-Volinski em ucraniano:  Новогра́д-Воли́нський, transl. Novohrád-Volýns’kyj) é uma cidade no Oblast de Jitomir, no norte da Ucrânia.
Originalmente conhecida como Zviahel, a cidade foi renomeada para Novohrad-Volinski em 1795, após a anexação de territórios da Comunidade Polaco-Lituana pelo Império Russo, na sequência da terceira partição da Polônia.
Atualmente ela serve como o centro administrativo do Raion Zviahel (distrito), embora administrativamente não pertence ao raion e seja tratada separadamente como uma cidade de significado de oblast. Em 2013, sua população era 55.991.

## História
A localidade foi mencionada na Crônica Galega-Volínica no ano de 1256, como a cidade de Zvíahel, uma antiga cidade russa localizada na margem direita do rio Sluch. Em 1257, ela foi arrasada por Daniel da Galícia, rei dos Rus' de Kiev.
A próxima menção do assentamento é encontrada em 1432, como uma cidade reconstruída na margem esquerda e a montante do local original. Desde o século XIV, ela pertenceu ao Grão-Ducado da Lituânia, propriedade da família principesca Zvíahelski. De 1501 a 1554 a cidade pertenceu à família principesca de Ostrogski, e em 1507 Konstanti Ostrogski construiu um castelo na região. Após a formação da Voivodia da Volínia, a cidade passou a ser parte do condado de Lutsk. Após a união de Lublin, em 1569, ela foi transferida para a Coroa da Polônia.
Durante a revolta Khmelnitski, os cossacos destruíram parte da fortificação da cidade e incendiaram a igreja católica. Em setembro de 1648 na cidade formou-se um grupo de camponeses locais insurgentes, liderados por Mikhalo Tisha. Em 1650, em Zvíahel existia o Regimento Zvíahel, e no século XVIII a cidade havia sido transferida para as posses da família principesca Lubomirski.
A cidade tinha uma importante comunidade judaica. No início do século XX, 10.000 judeus, 50% da população, viviam na cidade. Em 1919, os pogroms na Ucrânia chegaram a Novohrad-Volinski, e as tropas de Simon Petliura assassinaram ao menos 1.000 judeus. No início da Segunda Guerra Mundial, restavam apenas 6.840 judeus (30% da população total). Centenas de judeus foram assassinados em execuções em massa perpetradas por um Einsatzgruppen em 1941. Muitos sobreviventes foram presos em condições degradantes em um gueto, e assassinados em novembro de 1942, e uma parte importante da cidade foi destruída durante a guerra.
A cidade é mais conhecida como o berço de Lessia Ukrainka (Larissa Petrivna Kosach-Kvitka, 1871-1913), famoso poetisa nacionalista ucraniana, dramaturga e escritora.

## Galeria

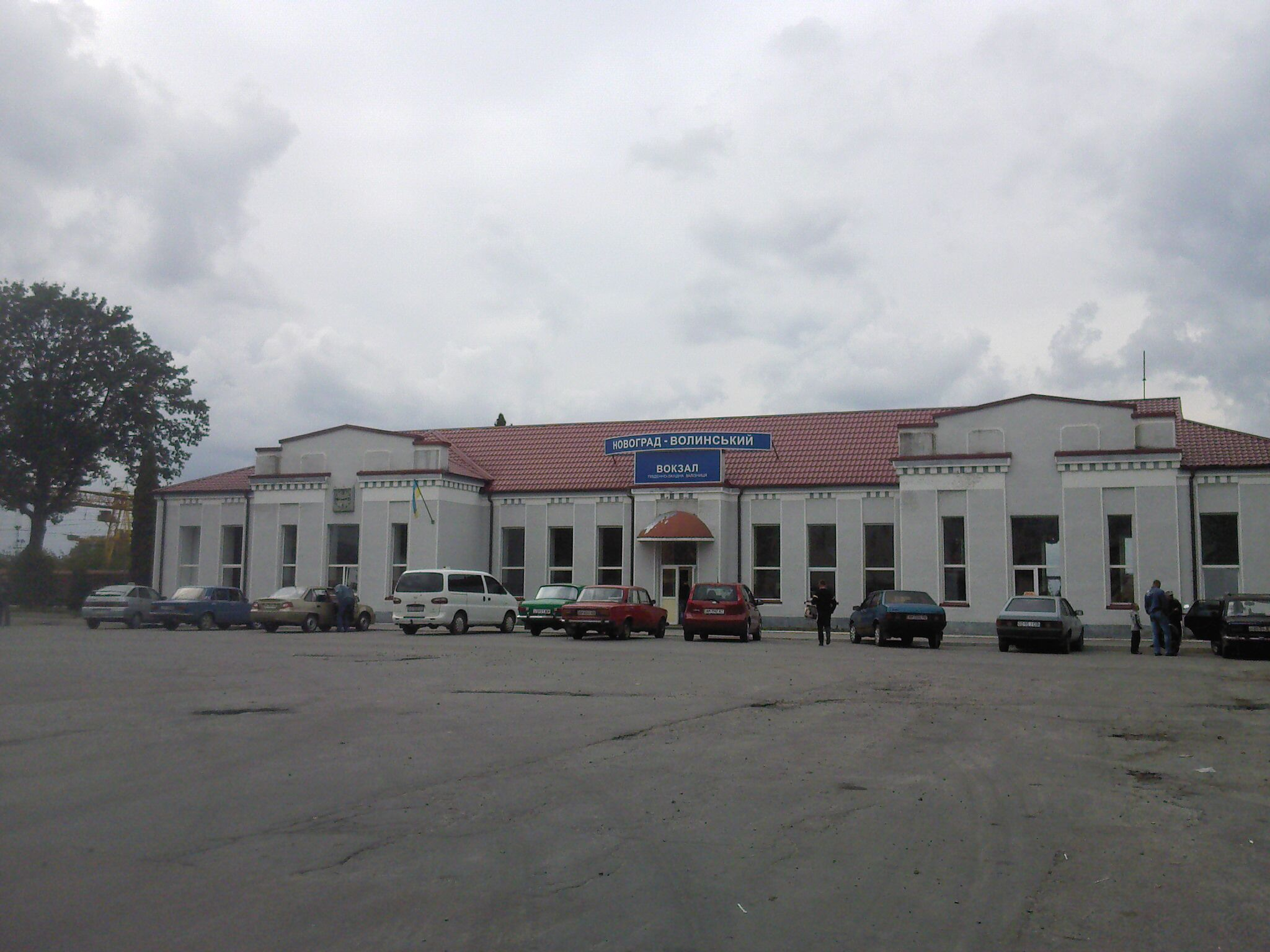
Estação Ferroviária
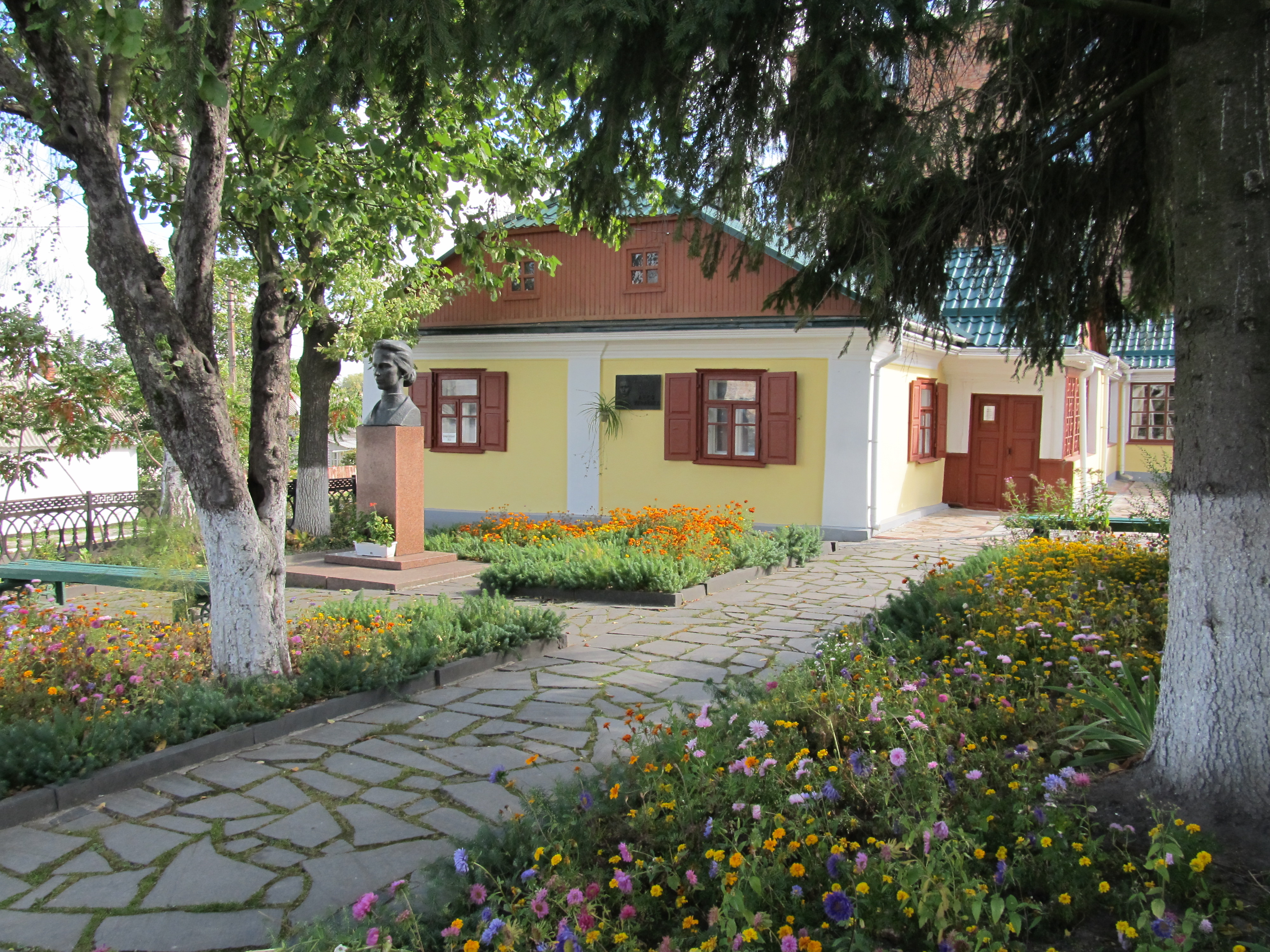
Casa de Lessia Ukrainka
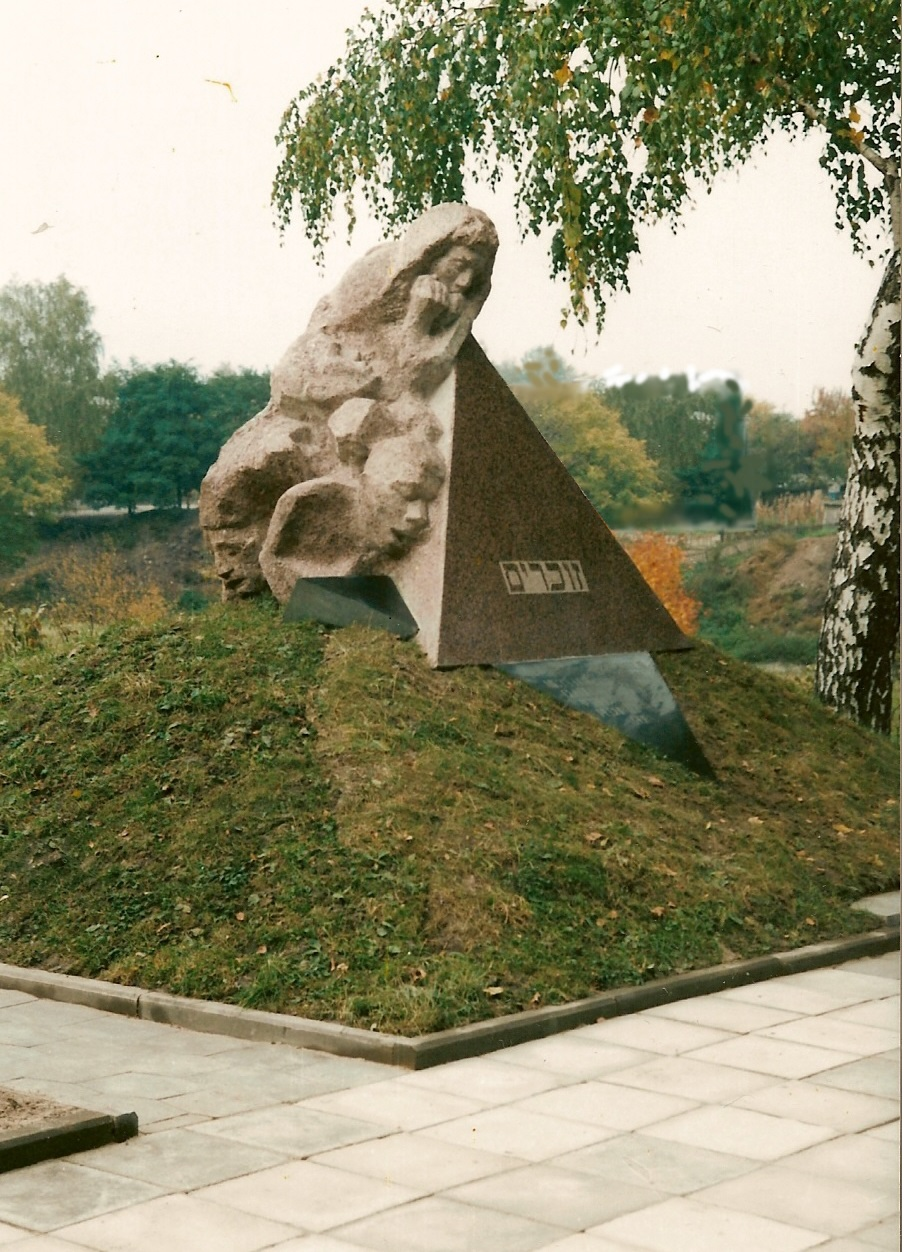
Monumento do Holocausto
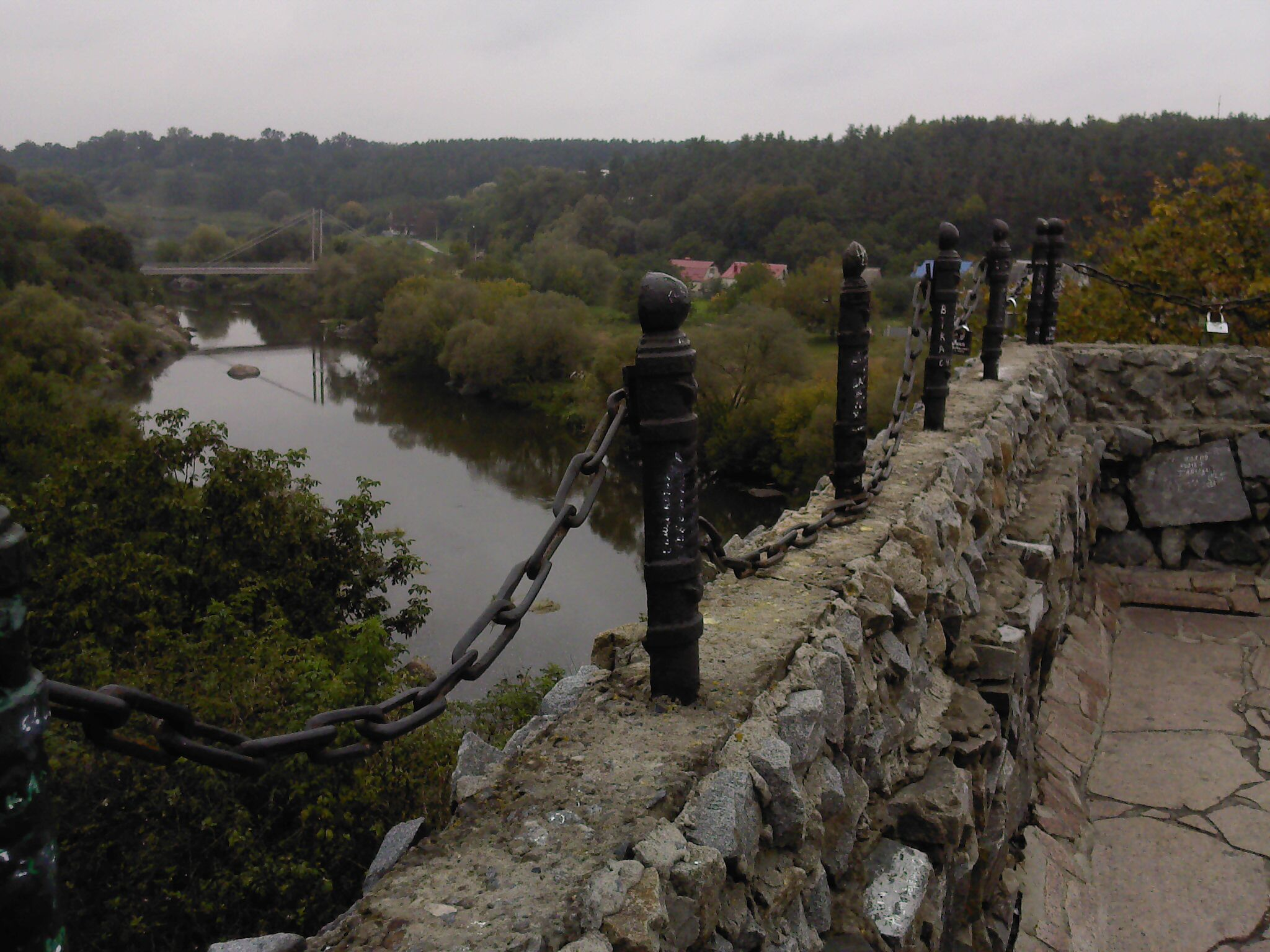
Fortaleza de Novohrad sobre o rio Sluch

## Cidades gêmeas e irmãs
- Łomża, Polônia
- Rēzekne, Letônia
- Suomussalmi, Finlândia
- Dolina, Ucrânia
- Surami, Geórgia
- Rahachow, Bielorrússia
- Kursk, Rússia

## Ligações exteriores
- Prefeitura de Zviahel: Página web oficial (em russo)
- Enclyclopedia of Ukraine: Novohrad-Volynskyi (em inglês)
- Ukrainian Travel: Descubra Novograd-Volynskyi (em inglês)